# Nowa Gazeta Polska
Nowa Gazeta Polska – dwutygodnik społeczno-polityczny, wydawany w Szwecji przez Wydawnictwo Polonica.
Od 2001 gazeta przyznaje Nagrody Poloniki dla Polaków mieszkających Szwecji, za działalność i pracę na rzecz polskiego środowiska emigracyjnego.